# Robert Thonon
Pour les articles homonymes, voir Thonon (homonymie).
Robert Thonon, né à Ixelles le 2 juin 1919, décapité à Wolfenbüttel le 7 juin 1944, est un résistant belge. Secrétaire du Cercle des étudiants wallons de l'ULB (1938-1939), puis secrétaire général de la même association, il est rapporteur au dixième Congrès de la Concentration wallonne.
Dès les débuts de la guerre, il entre dans la Résistance, adhère à Wallonie libre, il héberge des clandestins, aménage des dépôts d'armes. Il rencontre Valère Passelecq parachuté de Londres. Vendu par un traître en juillet 1942, il est mis en prison à Saint-Gilles et est décapité à la hache à Wolfenbüttel avec son compagnon d'armes.
Au mois de juin de chaque année, le Cercle des étudiants wallons de l'ULB, l'Université libre de Bruxelles, leur rendit longtemps hommage.